# دون موريسون
دون موريسون هو لاعب هوكي الجليد كندي، ولد في 14 يوليو 1924 في ساسكاتون في كندا، وتوفي في 25 يناير 2001.

## وصلات خارجية
- دون موريسون على موقع دوري الهوكي الوطني (الإنجليزية)
- دون موريسون على موقع EliteProspects.com (الإنجليزية)
- دون موريسون على موقع HockeyDB.com (الإنجليزية)
- دون موريسون على موقع Hockey-Reference.com (الإنجليزية)